# Littfeld
Littfeld ist ein Stadtteil von Kreuztal im nordrhein-westfälischen Kreis Siegen-Wittgenstein.
Der Stadtteil ist mit Burgholdinghausen einer der ältesten Orte im Siegerland und war früher – infolge seiner Bergwerkstradition – auch einer der größten und bedeutendsten. Littfeld wurde bereits im Jahre 1250 erstmals urkundlich erwähnt, aber es gibt Hinweise darauf, dass erste Besiedlungen des Littfelder Raumes bereits um 1075 erfolgt sind. Noch heute ist viel von der alten Bausubstanz erhalten. Es gibt viele erhaltenswerte Gebäude, einige davon denkmalgeschützt, und viele Bereiche, in denen die gewachsenen historischen Strukturen noch sehr gut ablesbar sind.

## Geographische Lage
Durch Littfeld verläuft der 51. nördliche Breitengrad. Südöstlich des Ortes liegt im Strutberg ein Konfluenzpunkt, an dem der 8. Längengrad den 51. nördlichen Breitengrad schneidet.
Littfeld, oftmals zusammen mit dem Kreuztaler Stadtteil Burgholdinghausen erwähnt oder damit in Verbindung gebracht, liegt im nördlichsten Teil der Stadt Kreuztal. Zu drei Seiten, von Nordwesten bis Südosten, wird dieser Bereich von den Ausläufern des Rothaargebirges umschlossen. Diese Ausläufer sind neben der Grenze zwischen Siegerland und Sauerland gleichzeitig Wasser- und Wetterscheide sowie Sprach-, Stammes- und Bekenntnisgrenze. Nach Südwesten hin öffnet sich der Talkessel mit seinen beiden einzigen Ortschaften Littfeld und Burgholdinghausen in Richtung Krombach. Das gesamte Gebiet ist von ausgeprägten Feldflächen, die dann in Waldgebiet übergehen, umgeben.
In Littfeld wird nördliches Siegerländer Platt (va uëwe ronger), eine auf die Stadtgebiete von Kreuztal und Hilchenbach begrenzte nordmoselfränkische Mundart, gesprochen. Der Ort liegt an der Uerdinger und der Benrather Linie, die hier als Isoglossenbündel die Sprachgrenze zum benachbarten Sauerland bilden.

## Geschichte

### Namensgebung
Littfeld wird erstmals 1250 mit dem Namen „Letphe“ in einem Abgabenverzeichnis an den Propst zu Schöneburg erwähnt. Allerdings allererste Besiedlungen des Littfelder Raumes sind um das Jahr 1075, nach Aufzeichnungen auf einer Schenkungsurkunde, zu vermuten.
Der Name Littfeld entwickelte sich aus dem ursprünglich germanischen „hlītō“ mit der Bedeutung Berghang und „phe“, der sprachlich abgeschliffenen Form von  „-apa“ mit der Bedeutung „Bach“.

### Wappen
| Wappen der ehemaligen Gemeinde Littfeld, Kreis Siegen | Blasonierung: „Geteilt von Blau und Gold (Gelb); oben ein silberner (weißer) Grubenhund, unten ein blaues Hifthorn.“ |
| Wappen der ehemaligen Gemeinde Littfeld, Kreis Siegen | Wappenbegründung: Das Wappen wurde am 27. Mai 1939 vom Oberpräsidenten der Provinz Westfalen genehmigt. Der Grubenhund steht für den Eisenerzbergbau in der Gemeinde. Das Hifthorn entstammt Siegeln der Gemeinden Ferndorf und Krombach aus dem Jahre 1470. |

### Entwicklung von Littfeld
Littfeld entwickelte sich aus einem Haufendorf an dem Zusammenlauf der Bäche Littfe, Limbach und Heiminkhaus. Es zeigt sowohl in seiner demografischen als auch seiner baulichen Entwicklung ein stetiges Vorankommen. Um 1300 erscheint es mit Krombach, genannt „Litphe“, im Diözesanregister als zur Sedes Siegen gehöriger Bereich. In religiösen Angelegenheiten war es dem Kirchspiel Krombach zugeordnet. Das bäuerlich-ländlich strukturierte Dorfgefüge verfügte bereits 1461 über 25 Häuser mit etwa 175 Bewohnern und war damit schon bevölkerungsreicher als die Dörfer Krombach und Ferndorf. Auch im 17. und 18. Jahrhundert konnte Littfeld Schritt halten und war nach Siegen bevölkerungsreichster Ort des Siegerlandes.
Zu Beginn siedelten sich Bergarbeiter im Talkessel an und legten die Ländereien trocken, um sie für landwirtschaftliche Zwecke nutzen zu können. Zugezogene Handwerker, angezogen vom Bergbau und aufkommender Industrie, erweiterten den Kreis der Einheimischen.
In den Irrungen und Wirrungen von Krieg, politischen Grenzstreitigkeiten und Umlegungen hatten Littfeld und Burgholdinghausen teils sehr zu leiden, sei es in Form von Pestausbrüchen, durchziehenden Armeen oder Hungersnöten. Beispielhaft sollen für das 17. bis 19. Jahrhundert einige Fälle genannt werden: 1633 wurde Littfeld, ebenso wie auch Ferndorf, von der kurkölnischen Liga ausgeplündert. Es folgte der Pestausbruch 1635 während des Dreißigjährigen Krieges, bei dem in Lytphe 47 % und in Holdinghausen 66 % der Bevölkerung den Tod fanden; weiter einer der Großbrände (1680), dem auch die Littfelder Kapelle zum Opfer fiel; die Bedrängungen durch Truppendurchzüge während des Zweiten Schlesischen Krieges 1745, die Einquartierung dänischer Reiter in den Jahren 1734/35 und französische Besatzung im französisch-preußischen Krieg im folgenden Jahrhundert (1806–1817); als Letztes sei die große Hungersnot genannt, die von 1817 bis 1819 Opfer in der Littfelder Bevölkerung forderte.
1840 wurde die Durchgangsstraße, die heutige B 517, durch Littfeld gebaut, was neben Gebäudeabrissen auch die Verlegung der Littfe mit sich brachte. 1861 folgte der Bau der Eisenbahnstrecke. Insbesondere der Bau der Bahnlinie förderte die vorhandene Industrie, vor allem als 1885 die Gruben den Anschluss an das Bahnnetz erhielten. Erze aus den Gruben Victoria und Heinrichssegen wurden nun über den Burgholdinghausener Bahnhof zur Weiterverarbeitung abtransportiert. Mit dem Ersten Weltkrieg erlebten der Littfelder Bergbau und die Eisenindustrie eine Hochkonjunktur, doch mit dessen Ende allerdings dann auch einen kompletten Zusammenbruch. Bis 1960 wurden alle Gruben (Silberardt, Heinrichssegen und zuletzt Victoria) geschlossen.
Bis zur kommunalen Neugliederung gehörte der Ort dem Amt Ferndorf an. Am 1. Januar 1969 wurden Littfeld und Burgholdinghausen schließlich in die Stadt Kreuztal eingemeindet.
In Littfeld kennt man auch heute noch die Sage vom Altenberg, der sich zwischen dem Ort und Müsen befindet und auf dem in früherer Zeit nach wertvollen Metallen gegraben wurde. Dort stieß man im Jahre 1964 auf Mauerreste von Grubenhäusern und fand Gefäßscherben, einen Mühlstein, ein Münzenschatzgefäß mit alten Münzen, Bronzeteile, Nägel, Stoffreste, Haare, Zierschnallen, einen Lederbeutel und vieles mehr.

### Demographische Entwicklung
| Jahr | Anz. Häuser | Einwohner |
| ---- | ----------- | --------- |
| 1461 | 25          | 175       |
| 1563 |             | 312       |
| 1818 |             | 533       |
| 1885 | 156         | 1012      |
| 1905 |             | 1065      |
| 1910 |             | 1132      |
| 1913 |             | 1126      |
| 1924 |             | 1223      |
| 1925 |             | 1245      |
| 1928 |             | 1264      |
| 1929 |             | 1271      |
| 1961 |             | 2151      |
| 1968 | 423         | 2436      |
| 1969 |             | 2463      |
| 1986 | 654         | 2740      |
| 1994 |             | 2843      |
| 1995 | 1057        | 2876      |
| 2002 | 1631        | 2934      |
| 2005 | 1685        | 2919      |
| 2008 |             | 2846      |
| 2010 |             | 2713      |
| 2012 |             | 2734      |
| 2013 |             | 2645      |
| 2016 |             | 2669      |

### Ehemalige Bürgermeister der Gemeinde Littfeld
- 1964–1968: Erich Klein († 9. November 1997)[10]

## Infrastruktur

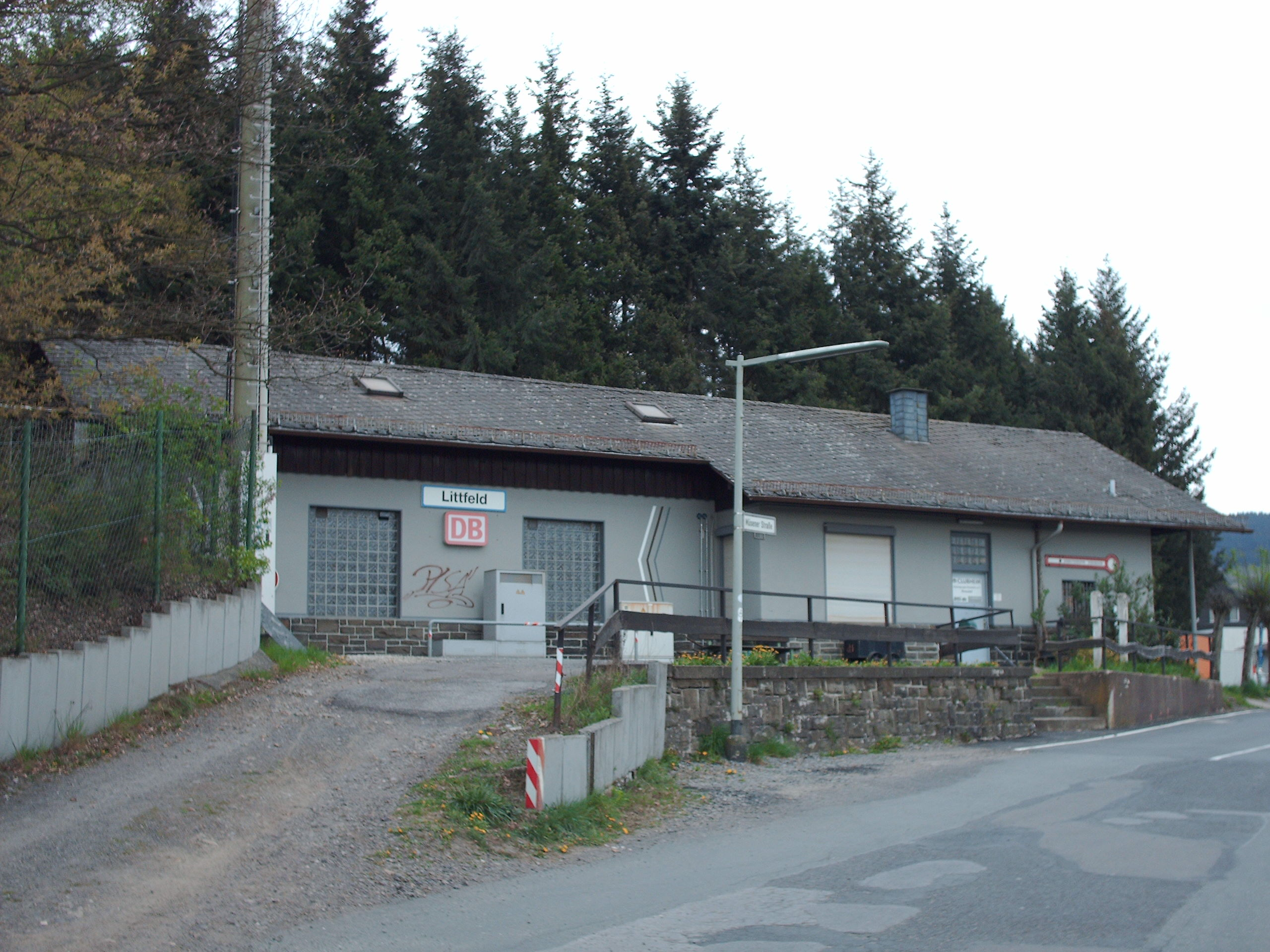
Bahnhof Littfeld

Die Infrastruktur von Littfeld umfasst neben der Gasthausbrauerei Ilsen Brauerei eine Arztpraxis und eine Bank sowie diverse Einzelhandelsgeschäfte und Unternehmen. Daneben existieren viele kleine Privatgeschäfte wie eine Änderungsschneiderei, Heißmangel, einige Privatimkereien, eine Bastelstube und ein Copyshop. Zudem weist Littfeld, ebenso Burgholdinghausen, ein reges Gemeinschaftsleben mit insgesamt 22 Vereinen auf. So sind in dem TV „Hoffnung“ Littfeld, der im Jahr 2019 sein 125-jähriges Bestehen feiern konnte und über 21 Abteilungen verfügt (Stand: Juni 2019), fast die Hälfte aller Einwohner engagiert. Der seit 1982 bestehende Fußballverein 1. FC Littfeld 1982 e. V. wurde im Jahr 2018 durch Fusion in den Turnverein eingegliedert.

## Gestaltung und Denkmalschutz

### Wettbewerbe
Littfeld und Burgholdinghausen haben gemeinsam bereits mehrfach an Kreiswettbewerben zum Thema „Unser Dorf soll schöner werden – Unser Dorf hat Zukunft“ teilgenommen und dabei in den Jahren 1999, 2002, 2005, 2008, 2011 und 2014 in der Gruppe der Dörfer zwischen 750 und 3000 Einwohnern jeweils die Silbermedaille errungen.

### Ortstypische Merkmale
Typische Häuser stellen das Fachwerk- und das geschieferte Haus dar. Allen alten Gebäuden eigen ist die überwiegende Traufständigkeit zur Straße, ebenso eine relativ einheitliche Höhe der Traufe, was auf die vorherrschende Dreigeschossigkeit der Gebäude zurückzuführen ist. Bei der Gestaltung der Dachflächen sind hauptsächlich Dachpfannen vorzufinden, gefolgt von Schiefer. Ebenso beliebt ist aber auch das Blechdach.
Fenster werden sowohl bei Schieferhäusern als auch Fachwerkbauten mit Sprossenaufteilung gestaltet.
Fachwerk:
- Schwarze Balken mit weißem Gefache, diese Farbkombination ist in Littfeld am weitesten verbreitet, wobei aber auch die Farbkombination „braune Balken mit ockerfarbenen Gefache“ zu sehen sind.

Schieferhaus:
- Kunst- und Naturschiefer sind zu gleichen Teilen zu finden, wobei bei Neubauten bzw. Renovierungen bevorzugt Kunstschiefer  verwandt wird.
- Häufige Legeform sind neben den einfachen Legesystemen Bänder und Fischschuppen, ebenso sind Schieferverzierungen in Form von Blumen oder größeren Rosetten zu finden.

### Festlichkeiten
Jährlich am Pfingstmontag richten die Dorfgemeinschaft Littfeld (ehemalige Grube Silberardt), der SGV (SGV-Vereinshütte Littfeld) und die Reservistenkameradschaft Kreuztal („Hasenplatz“) ihre Frühjahrsfeste aus.

## Bekannte Personen
- Adolf Wurmbach (1891–1968), Schriftsteller und Heimatdichter
- Johann Heinrich Jung (1711–1786), Oberbergmeister, Industrie-Pionier
- Helmut Jochems (1927–2007), ordentlicher Professor für Didaktik der Englischen Sprache an der GH Siegen, wohnte in Kreuztal-Littfeld[14]